# Neomerkantilismus
Als Neomerkantilismus, auch in der Schreibweise Neo-Merkantilismus, wird in der Wirtschaftswissenschaft eine seit dem 19. Jahrhundert praktizierte interventionistische Wirtschaftspolitik von Staaten bezeichnet, die durch administrative Lenkung des Wirtschaftsprozesses sowie durch eine auf Exportförderung (Handelsbilanzüberschuss), Protektionismus oder gar Autarkie ausgerichtete Handelspolitik an den Merkantilismus erinnert.
Während der historische Merkantilismus eng mit der Herrschaftsform des Absolutismus im Staat der Barockzeit verknüpft war, bezieht sich der Begriff Neomerkantilismus auf einen heute stark veränderten, modernen Kontext. Darin haben der Kapitalismus und Liberalismus den Feudalismus ersetzt, die gesellschaftlichen Verhältnisse wurden säkularisiert. Konstitutionell geordnete Nationalstaaten bilden die vorherrschende Staatsform, Aktiengesellschaften entstanden als Treiber der ökonomischen, technischen, sozialen und politischen Entwicklung. Starke Einflüsse der Finanzmärkte prägen die Realwirtschaft (Finanzmarkt-Kapitalismus). Durch Globalisierung entstanden komplexe Lieferketten, Märkte wurden weltweit intensiv miteinander verknüpft und effizienzsteigernde Technologien förderten die Rationalisierung von wirtschaftlichen Prozessen. Nationale und internationale Normen betteten die Handelspolitik der Staaten in umfassende politische Settings ein, so dass Fragen der Handelspolitik nicht losgelöst von Gesichtspunkten wie Arbeits- und Umweltstandards, Gesundheit, öffentliche Sicherheit, Tradition und kulturelle Identität sowie internationale Beziehungen diskutiert werden können.
Als Begründer des Neomerkantilismus werden Alexander Hamilton, Friedrich List, Wilhelm Roscher und Gustav von Schmoller angesehen. Ende des 18. Jahrhunderts bzw. im 19. Jahrhundert sprachen sie sich für Protektionismus (Schutzzollpolitik) aus, soweit die inländische Wirtschaft gegenüber dem Ausland Schwächen zeigte, und für Freihandel, soweit die heimische Wirtschaft stark genug war, in den internationalen Wettbewerb einzutreten.
Heute werden etatistische wirtschaftspolitische Strategien als Neomerkantilismus klassifiziert, die darauf gerichtet sind, einen Exportüberschuss beim Handel mit Waren und Dienstleistungen zu erzielen bzw. Handelsdefizite zugunsten einer Produktion von Gütern und Dienstleistungen im eigenen Land zu minimieren. Vielfach haben neomerkantilistisch orientierte Staaten sich in ihrer Währungspolitik zur Stärkung der Exportfähigkeit ihrer Wirtschaft darauf ausgerichtet, die eigene Währung unterzubewerten. In der Lohnpolitik wirken sie oft auf eine maßvolle Entwicklung der Löhne hin. Maßnahmen einer neomerkantilistischen Politik sind in der Regel Zölle und restriktive Importvorschriften (zur Erschwerung des Imports) sowie Subventionierung heimischer Wirtschaftsbranchen und Währungsabwertungen (zur Förderung des Exports).
Als eine heutige Variante des Merkantilismus bzw. als Neomerkantilismus ordnete der Ökonom Dani Rodrik die Wirtschaftspolitik des US-Präsidenten Donald Trump in dessen zweiter Präsidentschaft ein.